# McLean (Nebraska)
McLean è un comune degli Stati Uniti d'America, situato nello Stato del Nebraska, nella contea di Pierce.